# Galería Borghese
La  Galería Borghese (del italiano: Galleria Borghese) es un museo de arte situado en los jardines de Villa Borghese, Roma.  
El edificio de la Galería se encuentra enclavado en los jardines de Villa Borghese, cuyo conjunto conformaba anteriormente la Villa Borghese Pinciana, propiedad de la familia homónima. La Galería Borghese conserva una parte sustancial de la colección Borghese de pintura, escultura y antigüedades, la cual fue iniciada por el cardenal Scipione Borghese (1576 – 1633), sobrino del papa Paulo V (papado: 1605–1621). 
Scipione Borghese fue el primer mecenas de Bernini y un ávido coleccionista de la obra de Caravaggio, por lo que ambos artistas se encuentran extensamente representados en el museo. Además exhibe obras destacables de otros autores como Entierro de Cristo de Rafael Sanzio, Dánae de Correggio, Amor sacro y amor profano de Tiziano, el Retrato de Paulina Bonaparte esculpido por Antonio Canova y notables trabajos de Peter Paul Rubens, José de Ribera, Agnolo Bronzino y Federico Barocci.
Debido a las reducidas dimensiones del edificio y al enorme flujo de turistas, la visita únicamente es posible con reserva previa por teléfono o internet. Los visitantes que acuden sin reserva tendrán que hacer cola.
El amplísimo parque, actualmente bajo gestión municipal, fue en su época tan extenso como todo el centro histórico de Roma. Un pequeño tren lo recorre varias veces al día y tiene su parada a las puertas de la galería.

## Historia

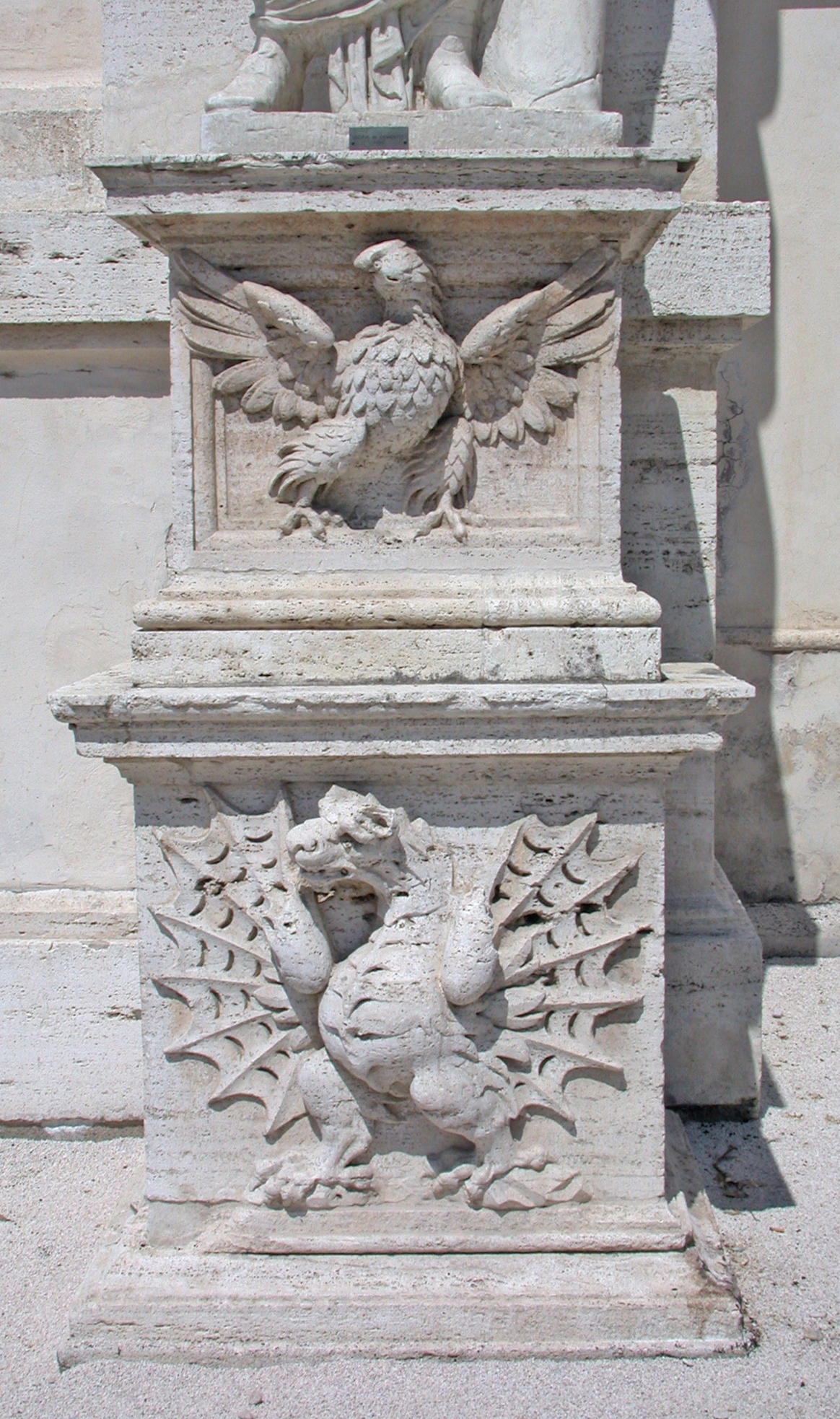
Detalle de la decoración en la columna de la Casina, con los símbolos en el escudo de armas de los Borghese: el dragón alado y el águila coronada.

El edificio principal de la villa que en la actualidad alberga la Galería Borghese es obra del arquitecto Flaminio Ponzio. Su edificación comenzó en 1612 por encargo del cardenal Borghese, que la usó como villa suburbana, a las afueras de la Ciudad Eterna. Pero en 1613 Ponzio falleció y fue sucedido en la obra por Giovanni Vasanzio (cuyo verdadero nombre era Jan van Santen), que proyectó una fachada con una terraza en forma de U y decoró el conjunto con nichos, vanos, estatuas clásicas y relieves.
La Villa Borghese Pinciana, o Casina Borghese, se erigía ya con fama en las afueras de la  Roma del siglo XVII. En 1644, el viajero británico John Evelyn la describió como un «Eliseo del placer» con «fuentes de variados mecanismos, olivares y pequeños arroyos de agua». Evelyn también dijo que era un «vivero» de avestruces, pavos reales, cisnes y grullas y «diversas y extrañas bestias». 
El príncipe Marcantonio IV Borghese (1730 - 1800) mandó rediseñar los jardines al estilo inglés y en 1775, bajo la dirección del arquitecto Antonio Asprucci, reemplazó los entonces anticuados tapices y colgaduras de cuero de la villa y reordenó las esculturas y antigüedades de los Borghese siguiendo un criterio temático, que fue notablemente acogido por la sociedad romana. La  conversión del edificio en un genuino museo público, que se produjo a finales del siglo XVIII, fue el objeto de una exposición en el Getty Center, de Los Ángeles, en 2000, en ocasión de la adquisición del centro de cincuenta y cuatro dibujos relativos a ese acontecimiento. 
En 1808, a consecuencia del déficit en el legado Borghese, el príncipe Camillo Borghese, cuñado de Napoleón, vendió algunas de las esculturas y antigüedades de los Borghese al emperador. Debido a esto, el Gladiador Borghese, reconocido desde el siglo XVII como una de las más admirables estatuas de la colección, puede en la actualidad apreciarse en el Museo del Louvre de París. 
Finalmente, en 1902, la familia Borghese, imposibilitada de hacer frente al alto coste de mantenimiento de la villa, vendió la colección al Estado italiano por un total de 3,6 millones de liras. En 1903 se segregan los jardines de la Casina Borghese y se venden los primeros al ayuntamiento de Roma, que los convierten en parque público, abierto hasta la actualidad en horario diurno. 
El edificio fue restaurado íntegramente por última vez entre 1995 y 1997, y se reconstruyó la escalera doble del pórtico, así como su interior.

## Colección

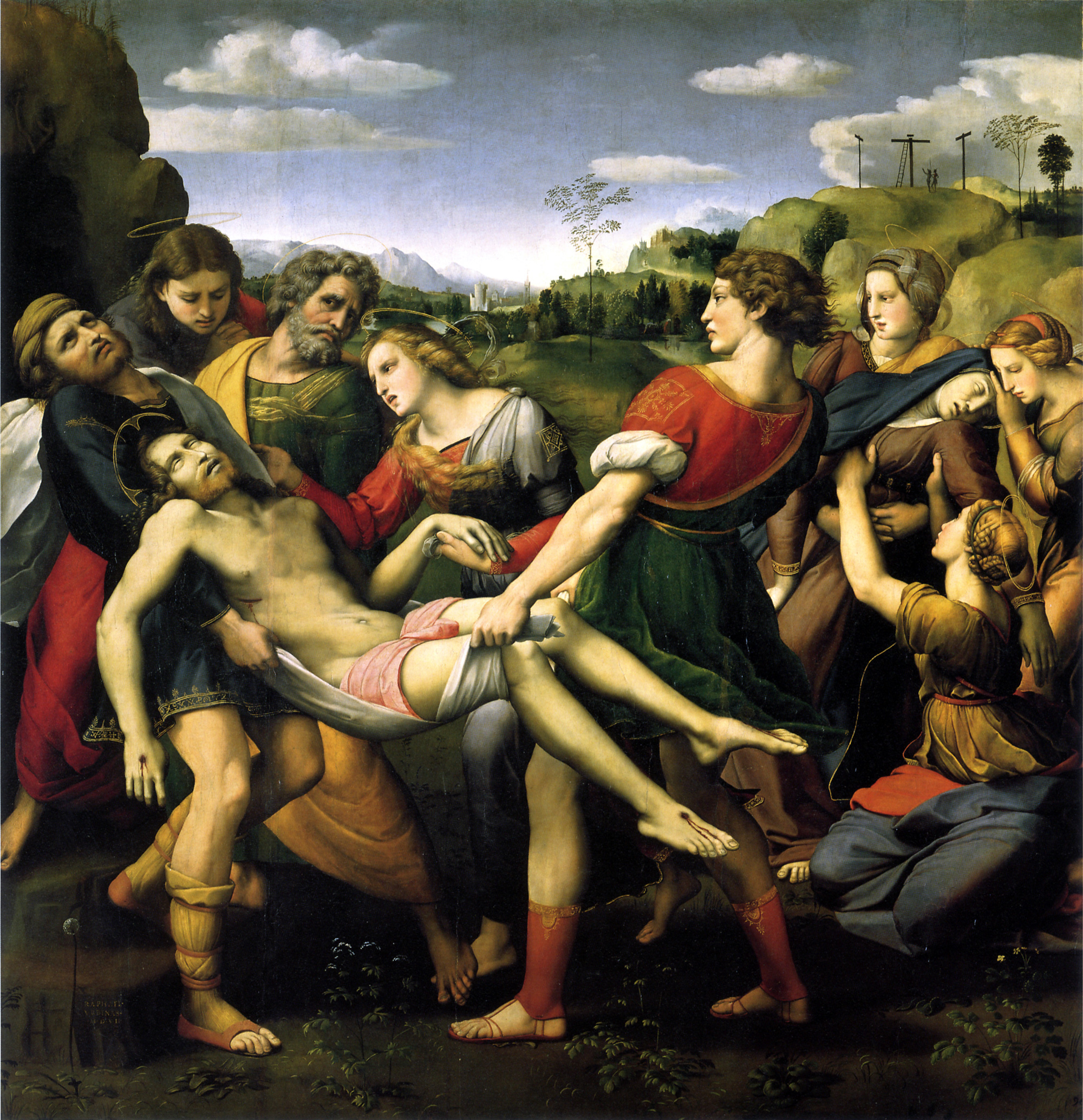
Entierro de Cristo (1507), de Rafael. Se trata de una tabla perteneciente al retablo Baglioni, llamado así porque fue encargado por Atalanta Baglioni para su capilla familiar en San Francesco al Prado (Perugia).

Una de las virtudes de la Galería Borghese es su carácter compacto y accesible: la exposición se exhibe a lo largo de dos plantas que pueden visitarse cómodamente en aproximadamente dos horas.  
La planta principal está dedicada casi en su totalidad a las antigüedades clásicas. Son piezas del siglo I a III d. C., entre las que destaca el famoso mosaico de Los gladiadores de 320 d. C., encontrado en 1834 en la finca de los Borghese en Torrenova, en la Vía Casilina, a las afueras de Roma. Entre estas obras clásicas destaca la escultura neoclásica de Paulina Borghese como Venus Vencedora de Antonio Canova, que completa un proyecto museístico realmente innovador. Los frescos del techo del primer piso a modo de trampantojo o el salone de artista siciliano Mariano Rossi son magníficos ejemplos del uso de la perspectiva tridimensional en la pintura. 
La planta superior alberga una asombrosa pinacoteca, con varias obras maestras universalmente conocidas como la Dánae de Correggio, dos de Tiziano (Amor sacro y amor profano, y Venus vendando los ojos a Cupido) y otras dos de las mejores pinturas de Rafael, Cristo llevado a la tumba (El entierro de Cristo) y La dama del unicornio. De Caravaggio se exhibe un conjunto irrepetible, acaso el mejor expuesto en un solo museo: Joven con cesta de frutas, Baco enfermo (posible autorretrato), La Virgen con el Niño pisando la serpiente (también llamada La Virgen de los palafreneros), San Jerónimo y David con la cabeza de Goliat, de la que se cuenta que Caravaggio se retrató a sí mismo en la cabeza decapitada del gigante.
La lista de obras maestras incluye: La cacería de Diana, acaso la mejor pintura mitológica de Domenichino; La maga Circe, de Dosso Dossi, Minerva vistiéndose de Lavinia Fontana, La Virgen entronizada entre las santas Bárbara y Cristina, con dos donantes de Palma el Viejo, Eneas huyendo de Troya de Federico Barocci y el Retrato de hombre de Antonello da Messina. Es muy llamativo un tondo de la Virgen con el Niño y San Juanito rodeada de ángeles de 1,70 m de diámetro, atribuido a Botticelli. Hay además pinturas de Pinturicchio, Fra Bartolommeo, Vittore Carpaccio, Giovanni Bellini, Giorgione, Piero di Cosimo, Parmigianino, Andrea del Sarto, Ludovico Mazzolino, Garofalo, Il Sodoma, Jacopo Bassano, Paolo Veronese, Lorenzo Lotto, Giovanni Girolamo Savoldo, Marcello Venusti, Pellegrino Tibaldi, Annibale Carracci, Battistello Caracciolo, Rutilio Manetti, Francesco Albani, Guido Reni, Guercino, Giovanni Lanfranco, Sisto Badalocchio, Bernini (Autorretrato) y Pompeo Batoni. 
De la pintura no italiana destacan Venus y Amor de Lucas Cranach, La Piedad y Susana y los viejos de Rubens, El concierto de Gerrit van Honthorst y una Sagrada Familia del español Pedro Machuca. En fecha reciente se ha atribuido a José de Ribera un cuadro tenebrista con el tema de El juicio de Salomón, que ha sido tomado como referencia para atribuirle más obras de otras instituciones.

### Gian Lorenzo Bernini y los Borghese
Muchas de las esculturas están expuestas en los espacios para los que fueron ideadas, incluida la extensa obra de Gian Lorenzo Bernini, que comprende piezas de toda su dilatada carrera, desde trabajos de juventud como La cabra Amaltea con Júpiter niño y un fauno (1615) al dinámico conjunto de  Apolo y  Dafne (1622 – 25) o al David (1623), considerado una de las primeras obras de la escultura barroca. También destacan tres bustos realizados por el escultor, dos del papa Paulo V (1618 – 1620) y uno de su intuitivo primer mecenas, el  cardenal Scipione Borghese (1632). Otras de las obras de Bernini en la Galería Borghese son las manieristas esculturas de Eneas, Anquises y Ascanio (1618–19) y el El rapto de Proserpina (1621-1622).

## Galería de obras

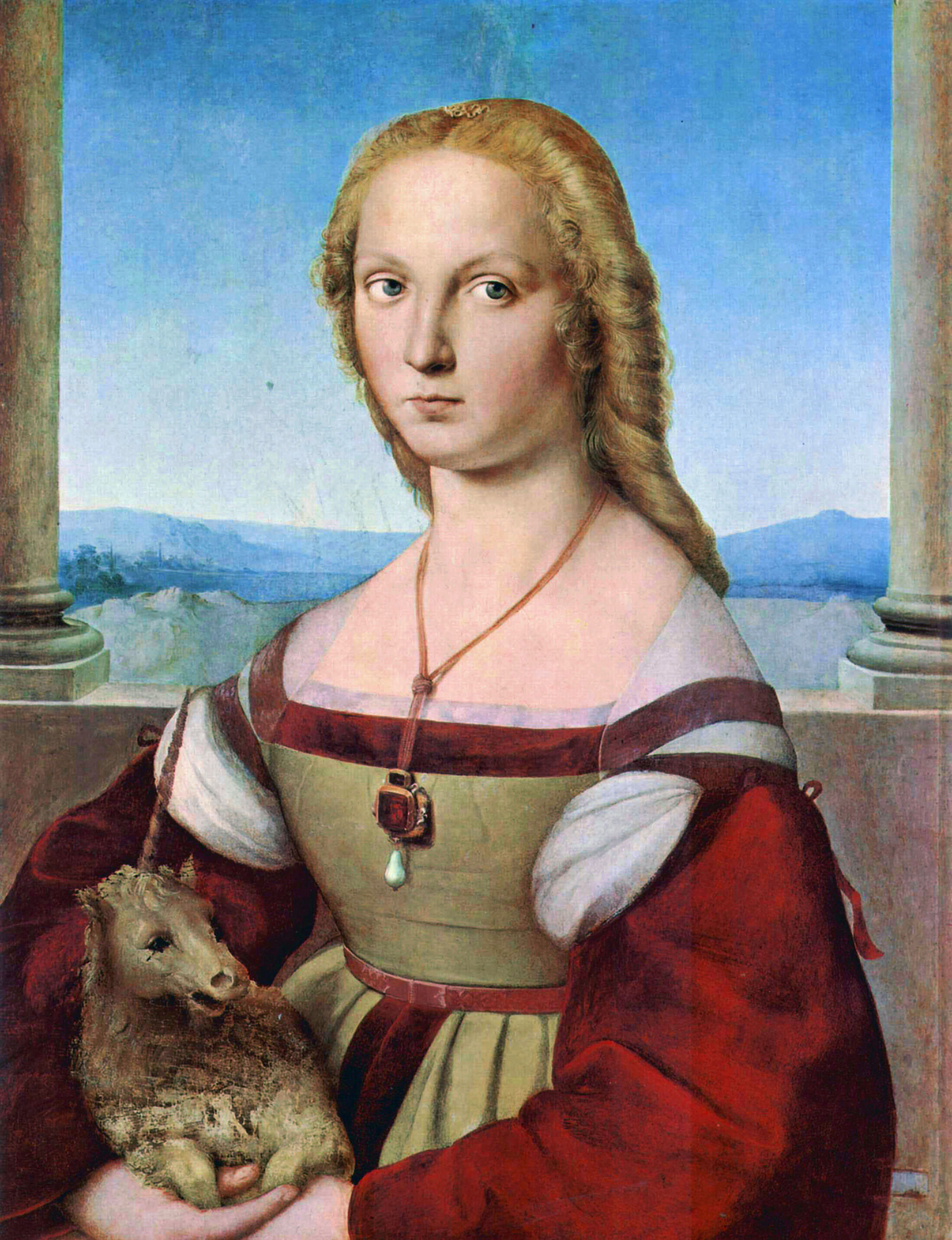
Rafael, La dama del unicornio.
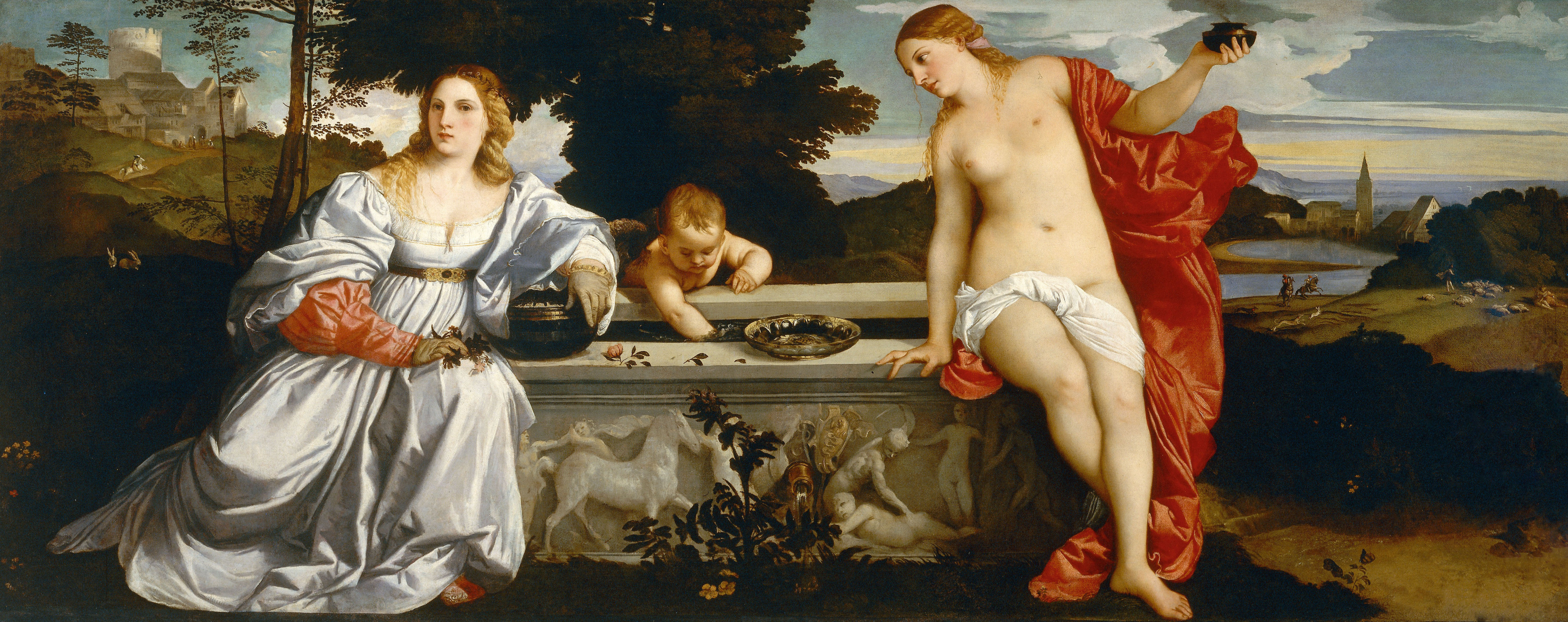
Tiziano, Amor sacro y amor profano.
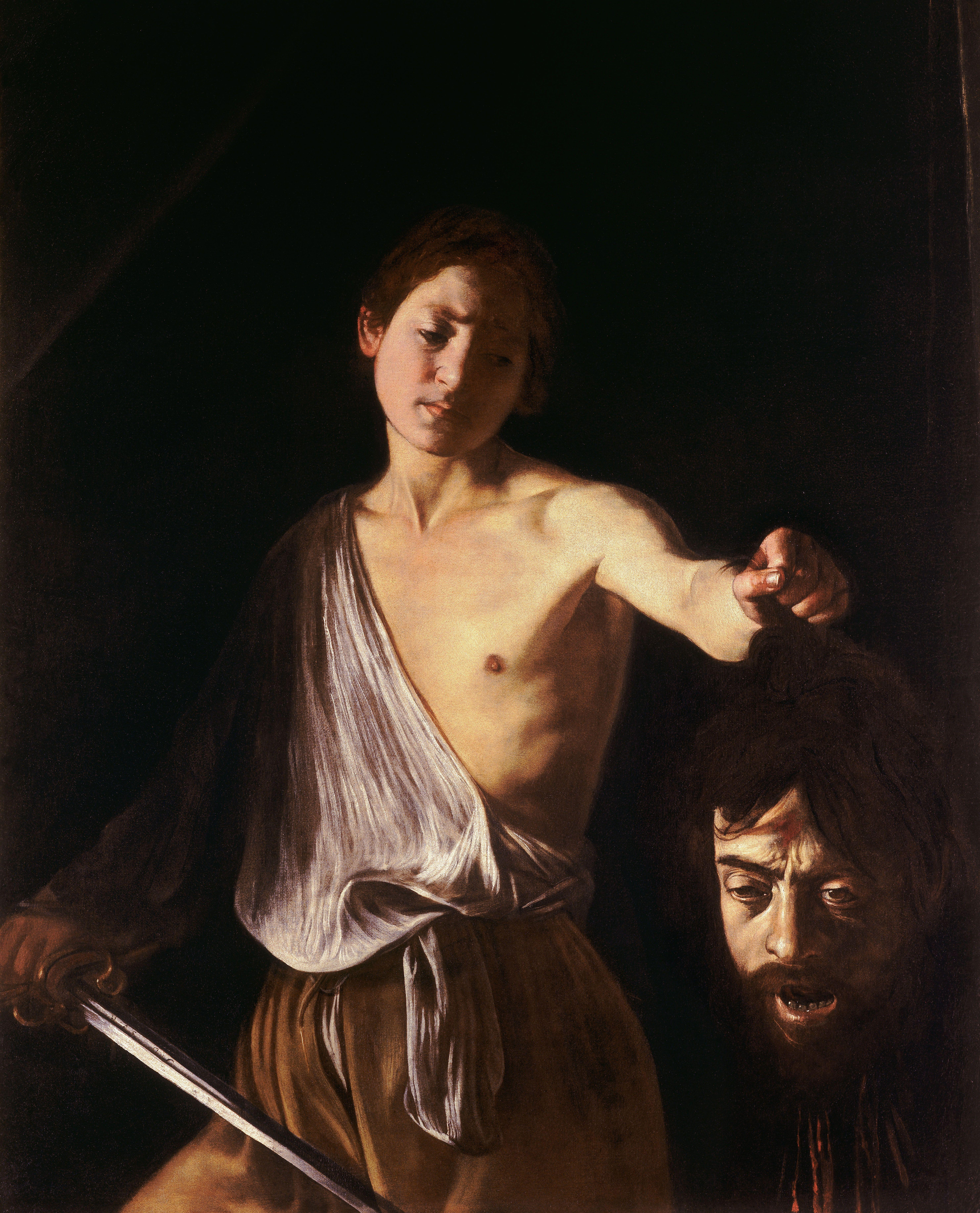
Caravaggio, David con la cabeza de Goliat.
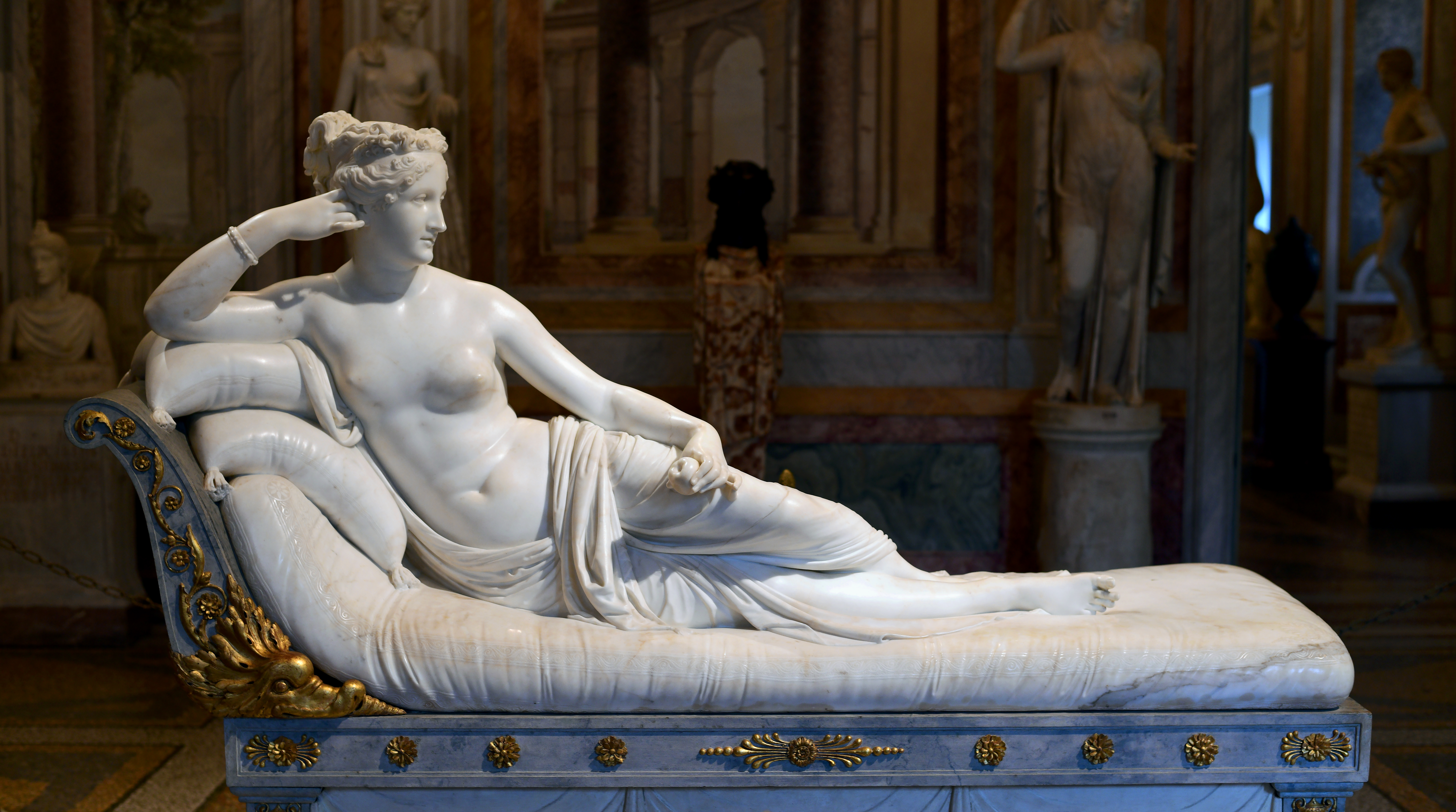
Canova, Paulina Borghese como Venus.
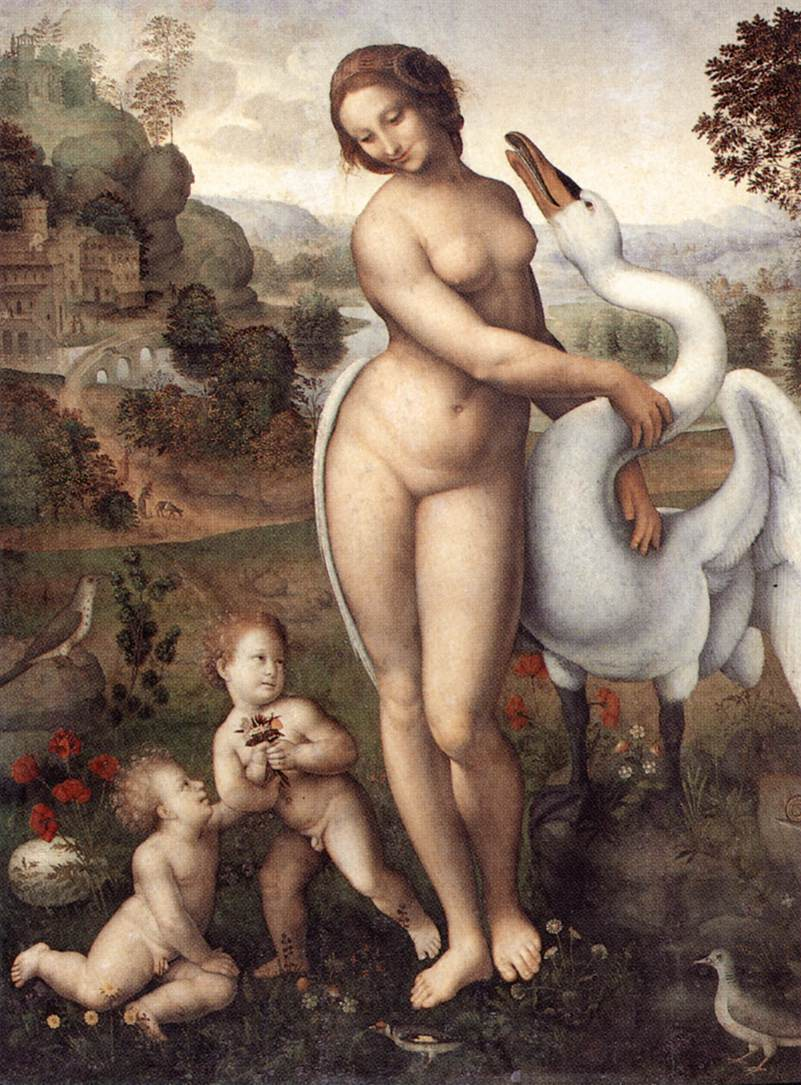
Leonardo da Vinci, Leda y el cisne.
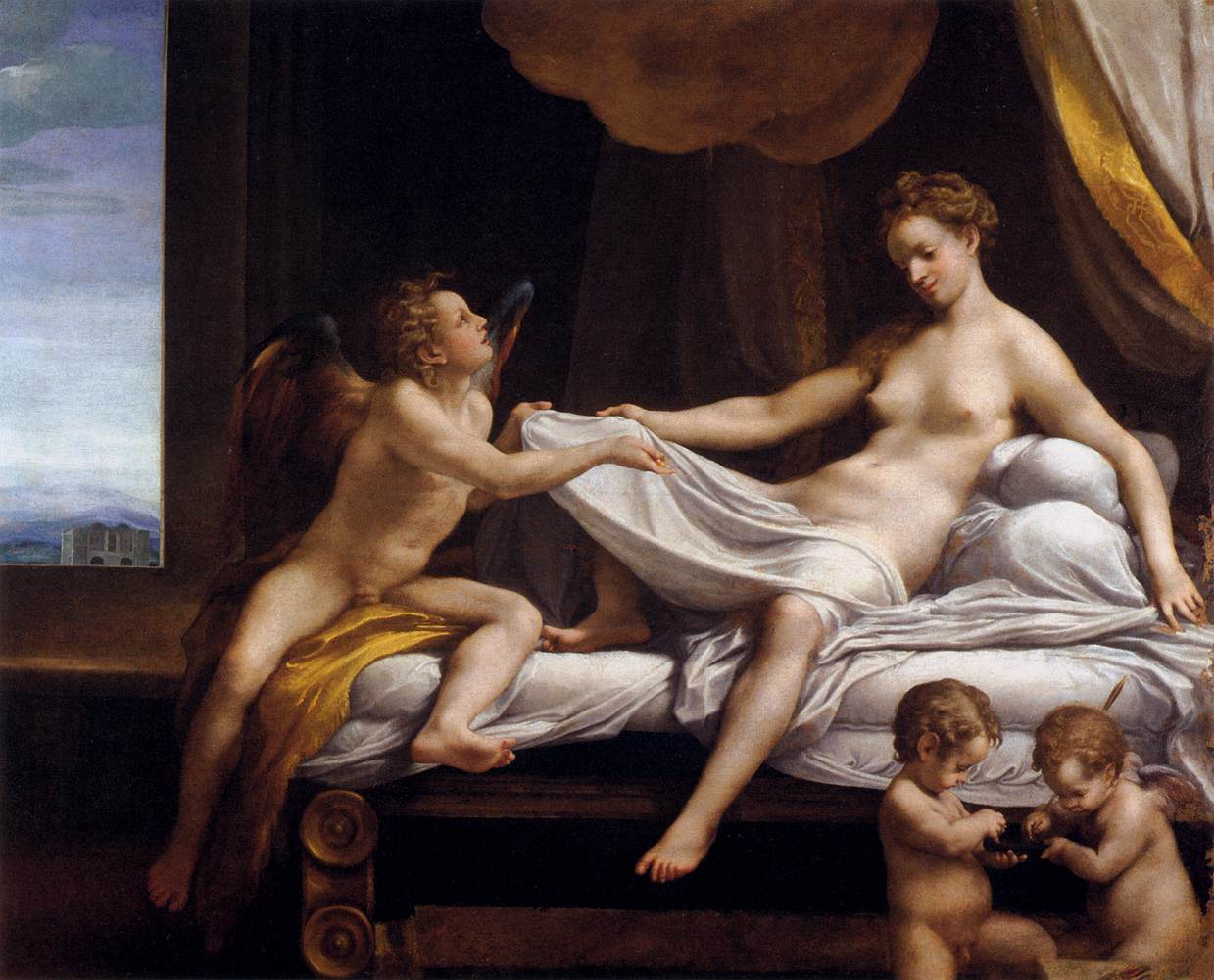
Antonio Allegri da Correggio, Dánae.

## Visitantes
La Galería Borghese tuvo un rápido crecimiento en número de visitantes en 1998, y en 2002 llegó a incluirse entre los diez museos, monumentos y áreas arqueológicas estatales más visitados de Italia.
| Año  | Visitantes |
| ---- | ---------- |
| 1996 | 163 094    |
| 1997 | 274 359    |
| 1998 | 529 715    |
| 1999 | 426 570    |
| 2000 | 411 038    |
| 2001 | 415 581    |
| 2002 | 400 065    |
| 2003 | 411 775    |
| 2004 | 427 040    |
| 2005 | 439 986    |
| 2006 | 494 920    |
| 2007 | 485 548    |
| 2008 | 486 885    |
| 2009 | 513 775    |
| 2010 | 518 369    |
| 2011 | 506 368    |
| 2012 | 494 665    |
| 2013 | 498 477    |
| 2014 | 50 878     |
| 2015 | 506 442    |
| 2016 | 524 785    |
| 2017 | 568 982    |
| 2018 | 609 423    |
| 2019 | 572 976    |
| 2020 | 153 068    |
| 2021 | 230 062    |

## Museos próximos
También en los jardines de Villa Borghese se encuentran la Galería Nacional de Arte Moderno, especializada en arte italiano del siglo XIX y XX y el Museo Nacional Etrusco, con una amplia colección de arqueología etrusca y prerromana, de yacimientos de las inmediaciones de la capital.